# Gare de Vevelstad
La gare de Vevelstad est une gare ferroviaire norvégienne de la ligne d'Østfold, située sur le territoire de la commune de Ski dans le comté d'Akershus.
Mise en service en 1985, c'est une halte voyageurs de la Norges Statsbaner (NSB). Elle est distante de 20,12 km d'Oslo. 

## Situation ferroviaire
La gare de Vevelstad est située sur la ligne d'Østfold, entre les gares d'Oppegård et de Langhus.

## Service des voyageurs

### Accueil
C'est une halte ferroviaire sans personnel, mais disposant d'un automate, d'un abri, pour les voyageurs, sur chacun des deux quais.

### Desserte
Vevelstad est desservie par des trains locaux en direction de Skøyen et de Ski.
Skøyen-Nationaltheatret-Oslo-Nordstrand-Ljan-Hauketo-Holmlia-Rosenholm-Kolbotn-Solbråtan-Myrvoll-Greverud-Oppegård-Vevelstad-Langhus-Ski

### Intermodalités
Un parking, de 126 places, pour les véhicules et un parc à vélo y sont aménagés.